# اژدر سرنشین‌دار

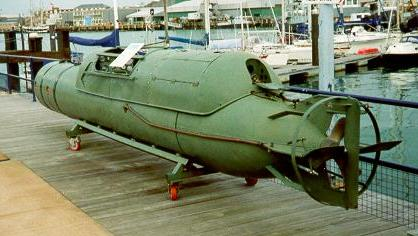
اژدر سرنشین‌دار محصول ۱۹۴۳ ایتالیا

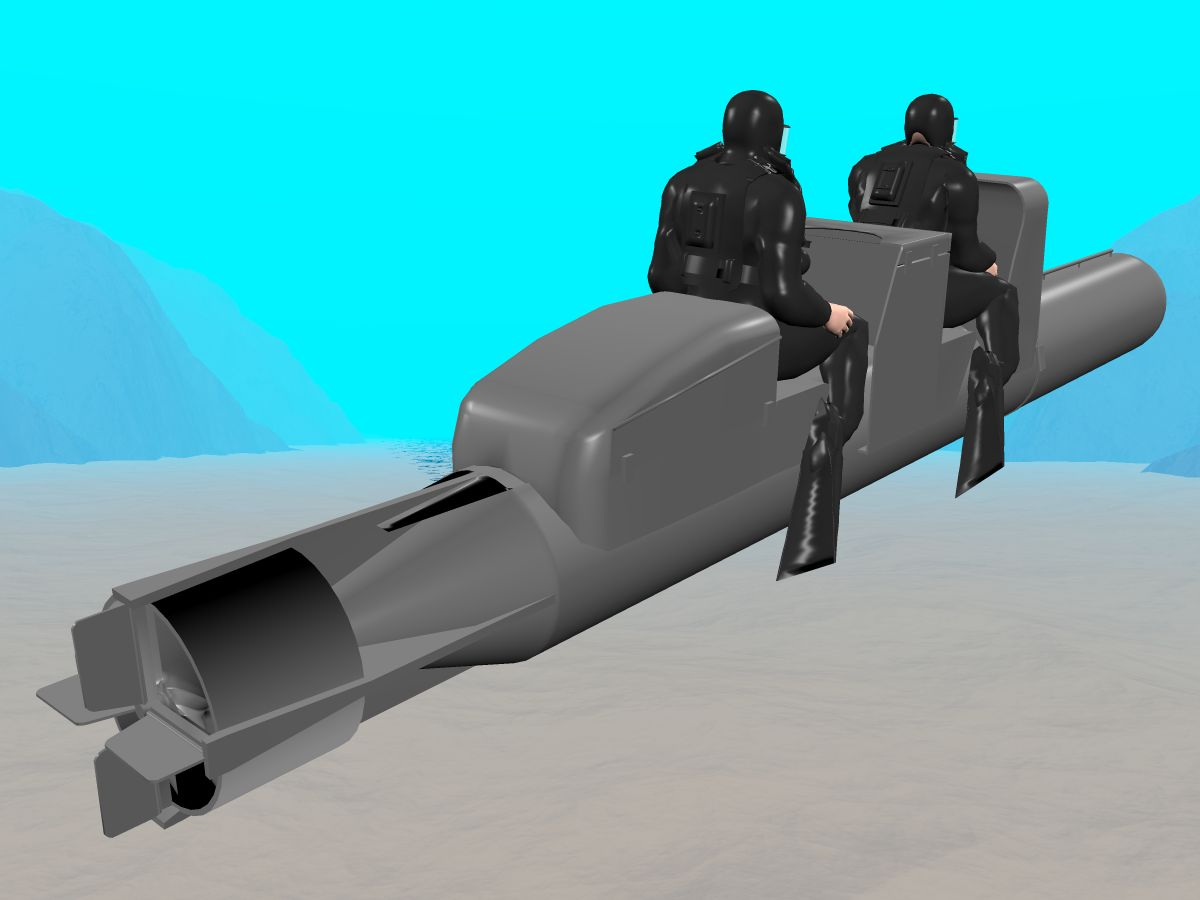
اژدر انگلیسی جنگ جهانی دوم که توسط دو غواص با دستگاه تنفس هدایت می‌شد.

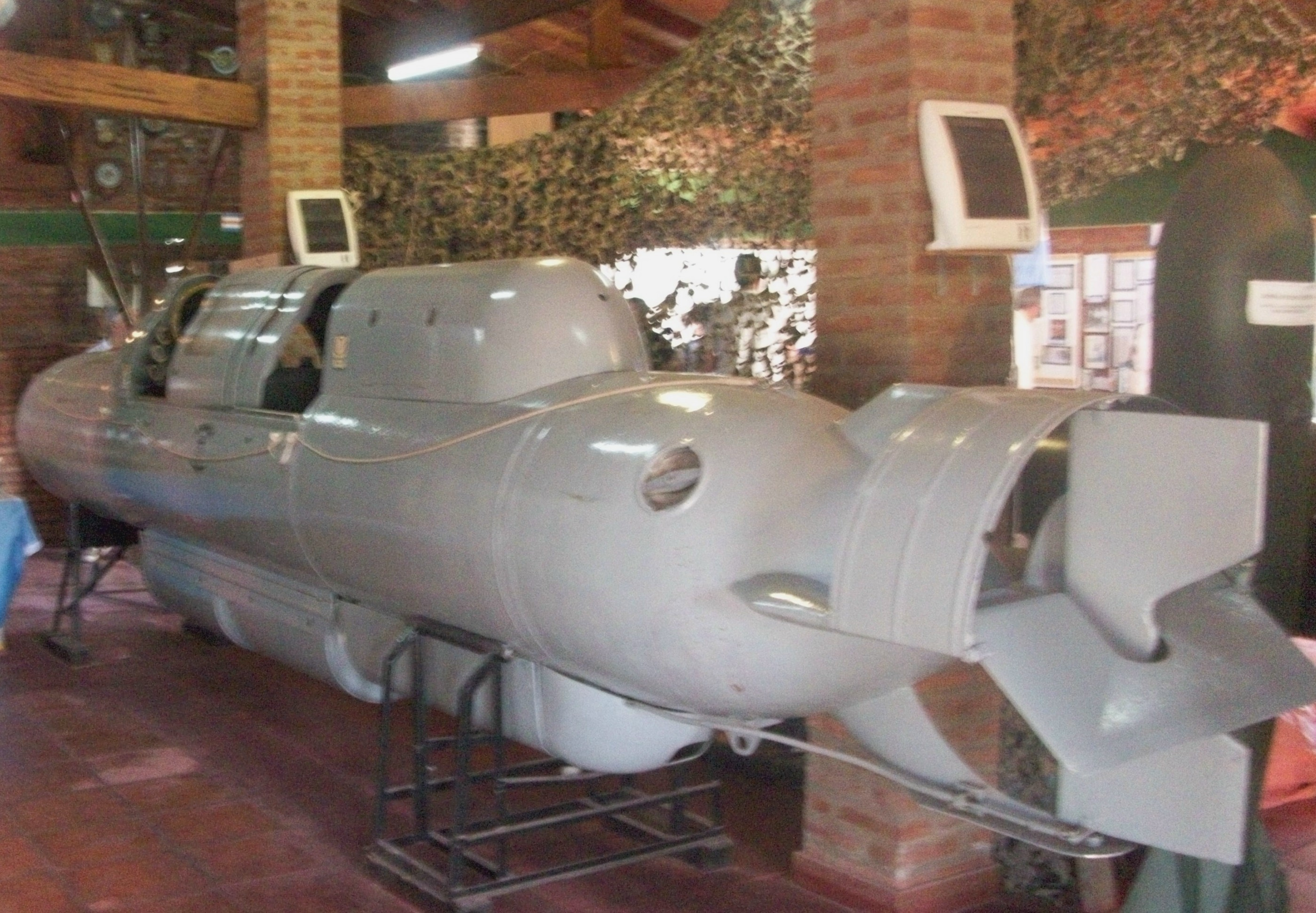
این مدل برای آرژانتین و مخصوص آب‌های سرد ساخته شد.

اَژدَر سرنشین‌دار نوعی زیردریایی است که به عنوان یک سلاح محرمانه دریایی در جنگ جهانی دوم استفاده می‌شد.
معمولاً این شناورها بایستی بر روی یک شناور دیگر (یک زیردریایی متعارف) حمل شده و در نزدیکی هدف به سوی آن شلیک شوند. معمولاً این عملیات‌ها در شب‌های غیرمهتابی انجام می‌شود تا ریسک شناسایی آنها توسط دشمن کمتر شود. این ایده نخستین بار توسط ایتالیایی‌ها در ابتدای جنگ جهانی دوم به کار گرفته شد. آنها این سلاح جدید خود را Siluro a Lenta Corsa (اژدر کُندرو) نامگذاری کرده بودند که به Maiale (خوک‌ها) نیز معروف بود. در پی موفقیت آن بریتانیایی‌ها نیز به ساخت یک کپی از این شناور اقدام کردند و آن را chariot (ارابه) نام نهادند.
آلمانی‌ها نیز شناور مشابهی را با نام Neger ساختند که توانایی رفتن به زیر آب را نداشت اما سرعت بیشتری داشت. این شناور بین سال‌های ۱۹۴۳ تا ۱۹۴۵ فعال بود و در نبرد نورماندی استفاده شد.
ژاپنی‌ها نیز شناور پرسرعتی با نام کایتن (Kaiten: لرزاننده بهشت) را ساختند که یک سلاح انتحاری محسوب می‌شد.

## نگارخانه

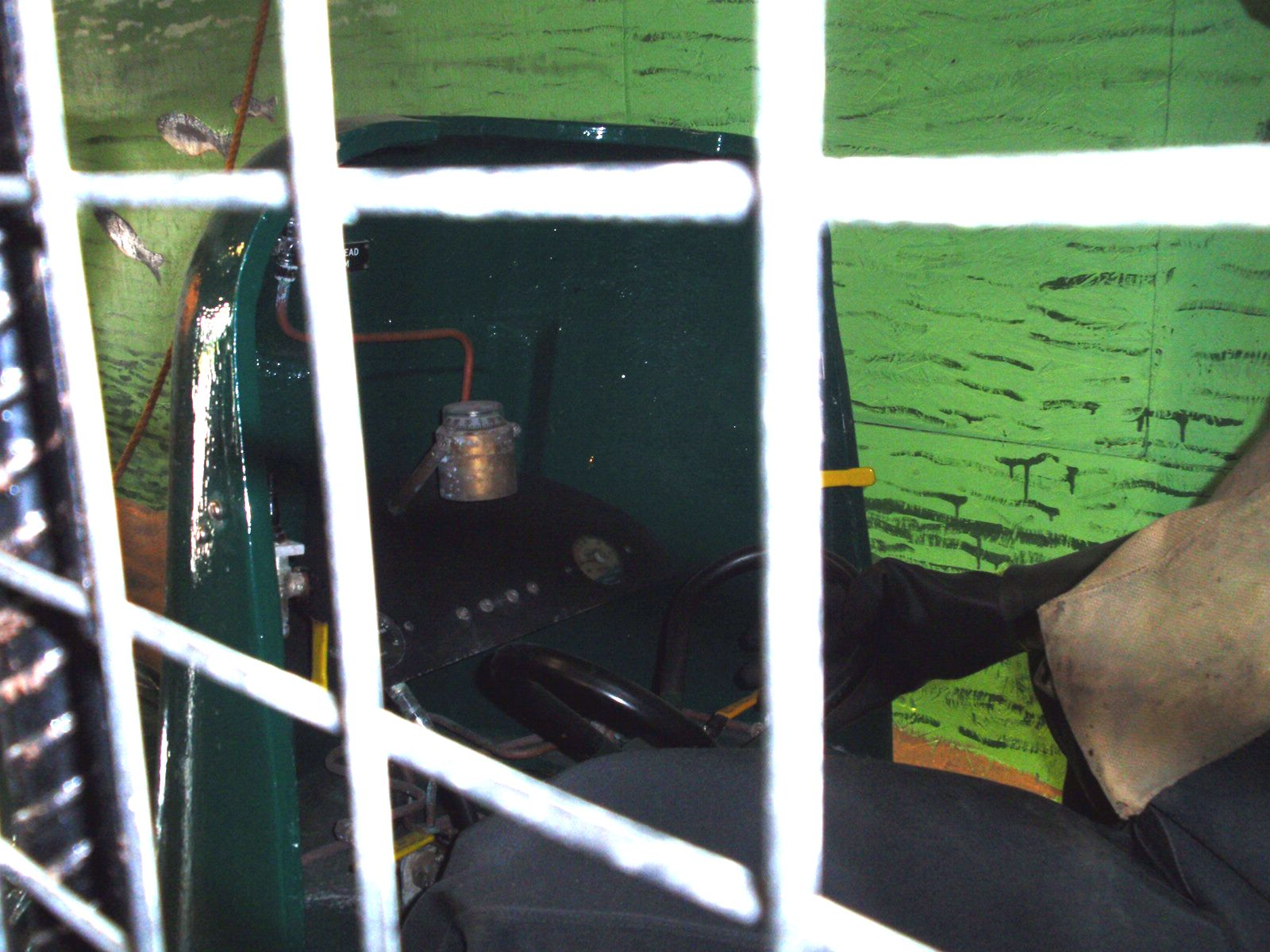
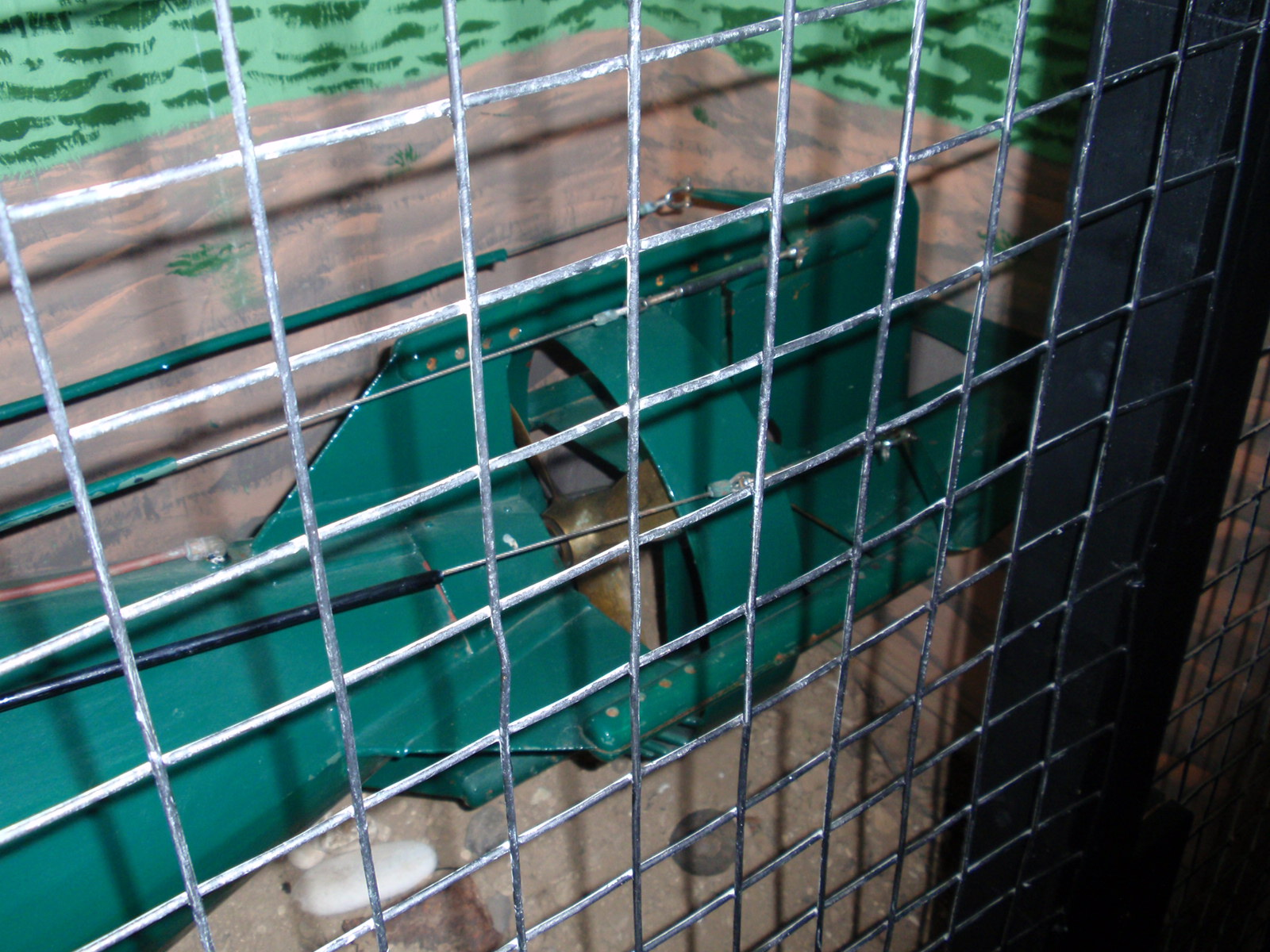
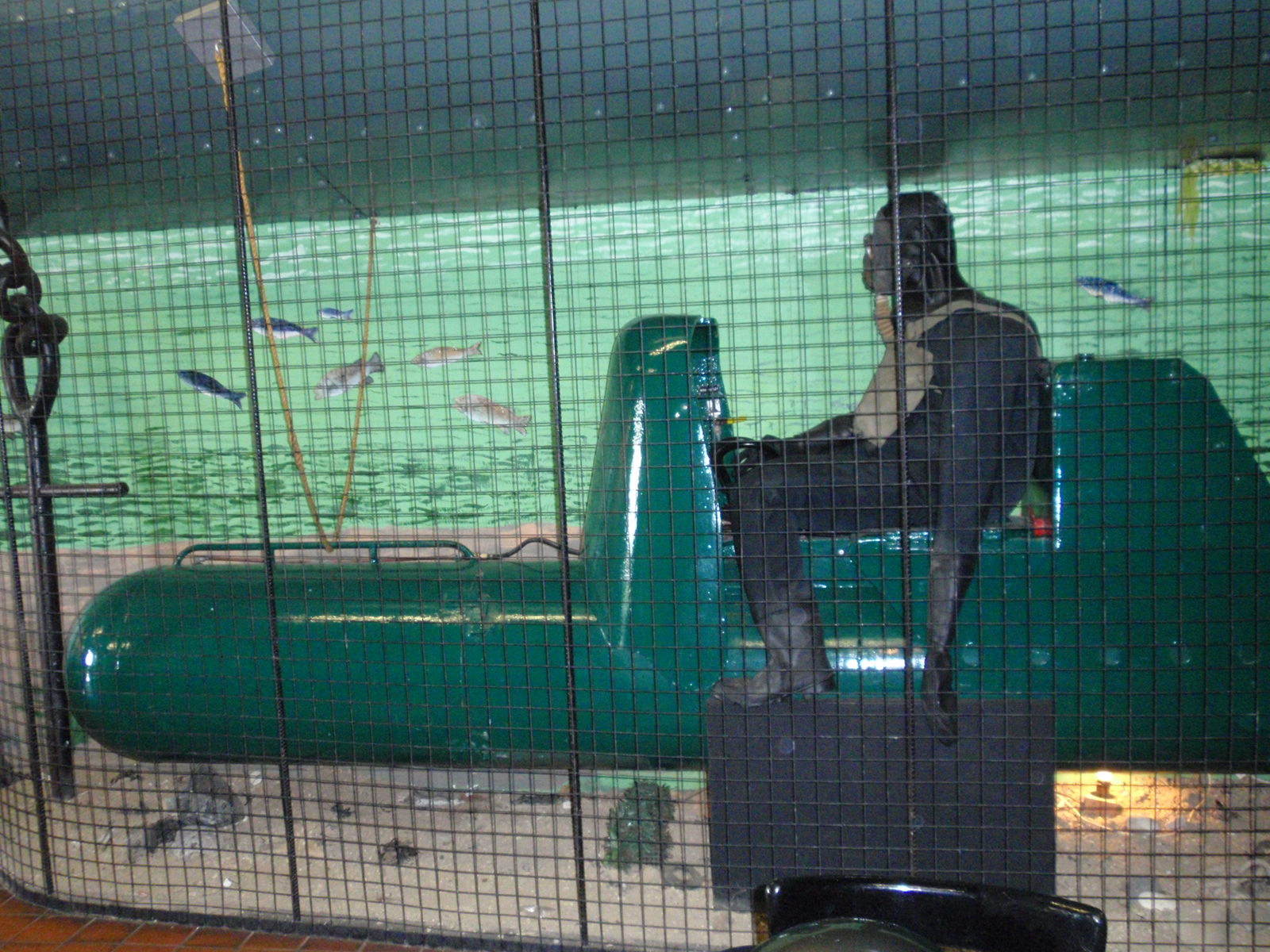
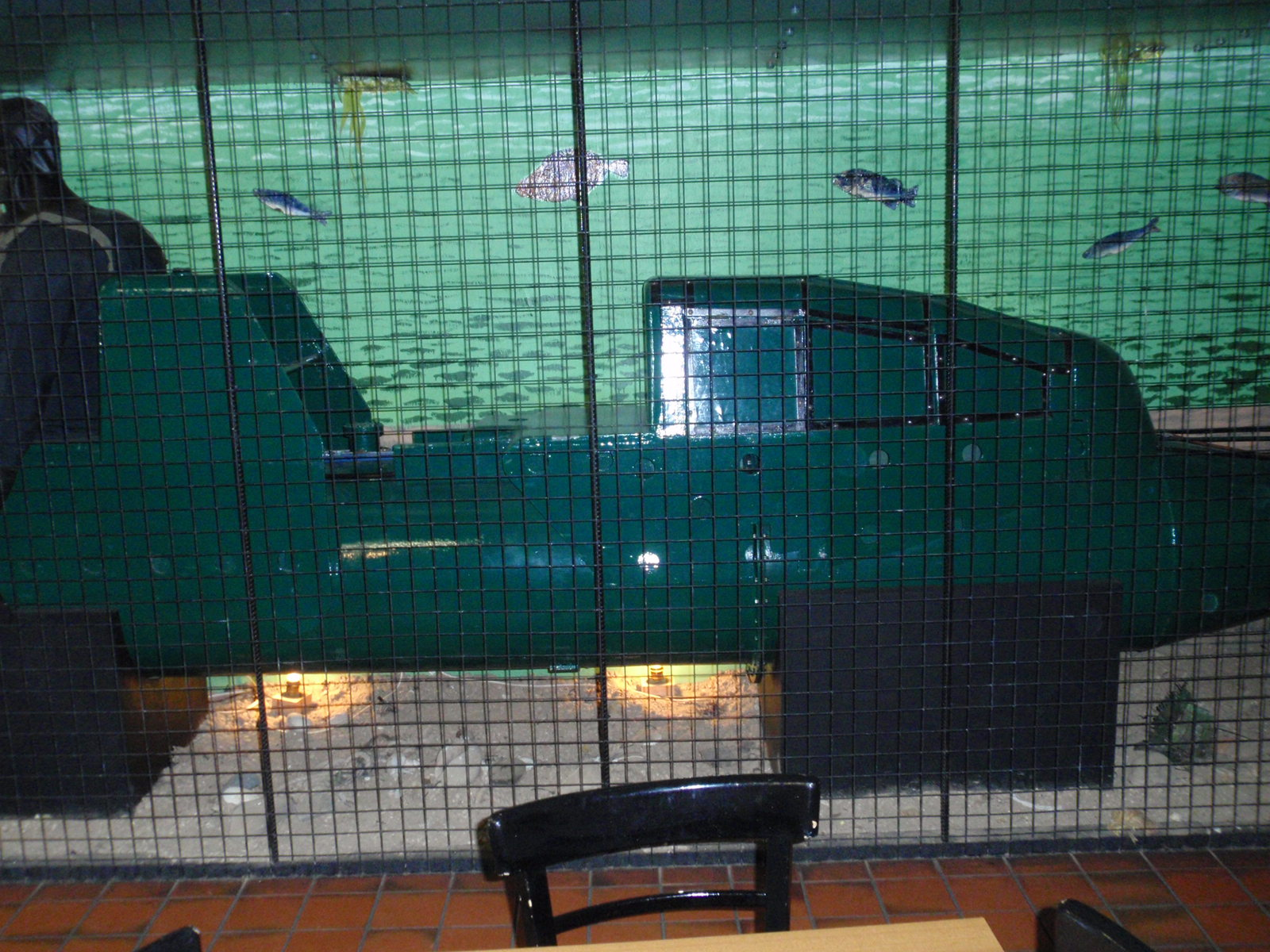
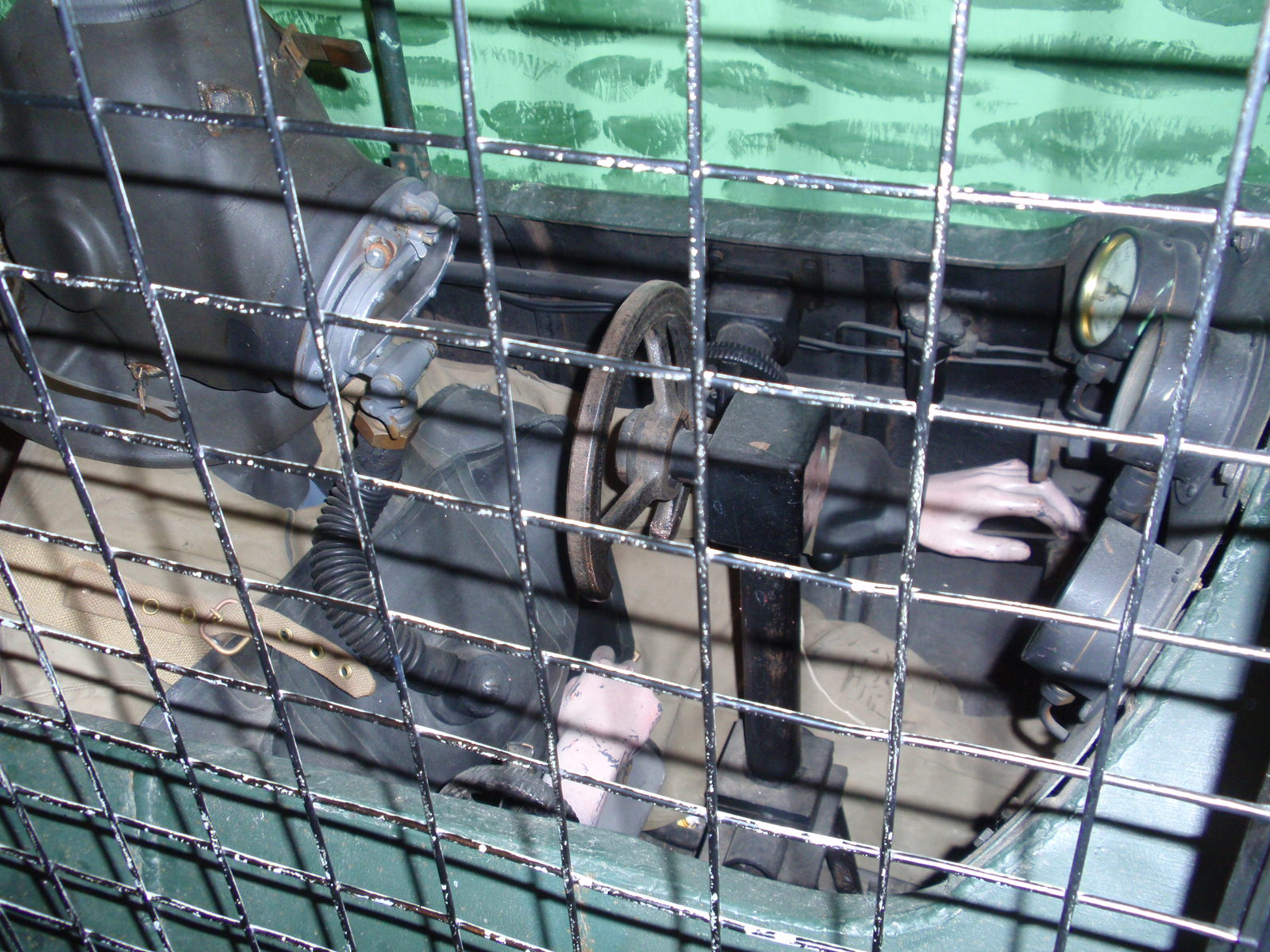
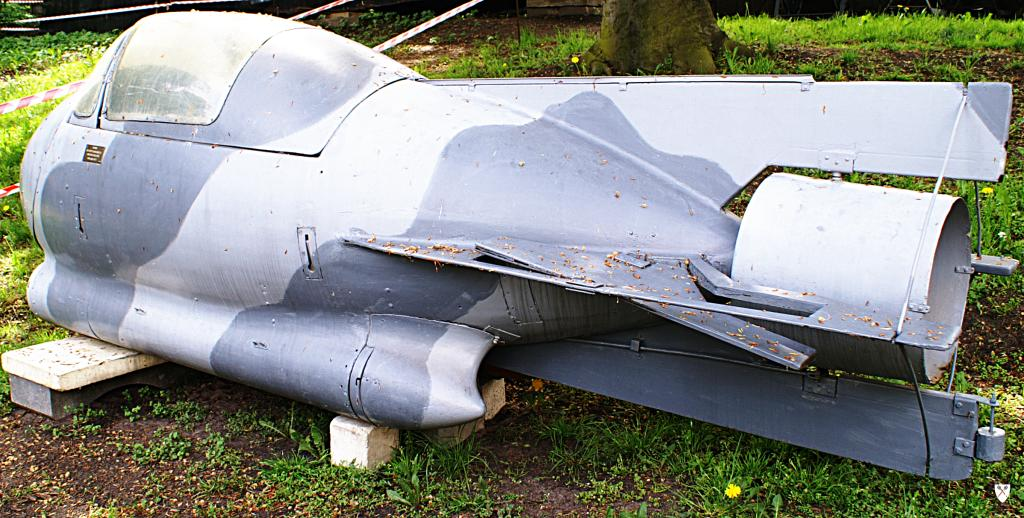